# Courteney Cox

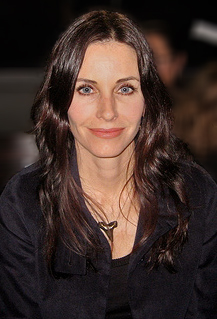
Courteney Cox bei der New York Fashion Week 2009

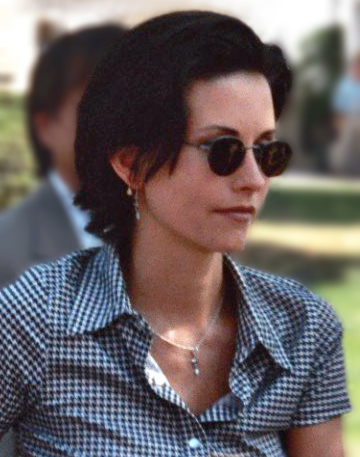
Cox (1995)

Courteney Bass Cox, geschiedene Courteney Cox Arquette (* 15. Juni 1964 in Birmingham, Alabama), ist eine US-amerikanische Schauspielerin. Zu ihren größten Karriereerfolgen zählen die Fernsehserie Friends sowie die Horrorfilmreihe Scream.

## Leben und Karriere
Courteney Cox wuchs als jüngstes von vier Kindern in einer konservativen, wohlhabenden Familie auf. Entsprechend einer in den US-amerikanischen Südstaaten beliebten Tradition trägt sie den Geburtsnamen ihrer Mutter als zweiten Vornamen (middle name). Ihr Vater, Richard L. Cox, war Geschäftsmann; er starb 2001. Cox hat zwei Schwestern und einen Bruder. 1974 trennten sich ihre Eltern. Nach der Scheidung lebte sie bei ihrer Mutter und ihrem Stiefvater.
Nach Abschluss der Highschool begann Cox Innenarchitektur zu studieren, verließ das College jedoch alsbald zu Gunsten einer Model-Karriere in New York. Sie posierte für Titelblätter kleinerer Magazine und wurde für diverse Werbespots gebucht. Gleichzeitig nahm sie Schauspielunterricht. Ihren ersten Schritt ins Rampenlicht machte sie 1984, als sie Regisseur Brian De Palma unter einer Vielzahl von Bewerberinnen für einen Auftritt in Bruce Springsteens Video Dancing in the Dark auswählte.
Kurz darauf erhielt sie eine Hauptrolle in der Fernsehserie Die Spezialisten unterwegs, die aber bereits nach 16 Folgen eingestellt wurde. 1987 spielte sie im Kinofilm Masters of the Universe. Größeres Medieninteresse begleitete noch im selben Jahr ihre Besetzung als Michael J. Fox’ Freundin in der populären Sitcom Familienbande.
Nach dem Ende der Serie 1989 wirkte Cox in mehreren Fernsehfilmen und -serien mit, hatte unter anderem einen Gastauftritt in der Sitcom Seinfeld. In der Presse fand vor allem ihre Beziehung mit dem Schauspieler Michael Keaton Beachtung, mit welchem sie von 1989 bis 1995 liiert war. Ein Überraschungserfolg gelang ihr 1994 mit der Rolle der Melissa Robinson im Film Ace Ventura – Ein tierischer Detektiv, der auch den Grundstein für die Karriere ihres Leinwandpartners Jim Carrey legte.
Cox gelang ihr Durchbruch beim Sender NBC mit der Rolle der Monica Geller in der Sitcom Friends. Das ursprüngliche Konzept sah Cox als Mittelpunkt der Serie, da sie als Einzige der Darsteller über einen hinreichenden Bekanntheitsgrad verfügte. Doch schnell zeichnete sich ab, dass gerade das Zusammenspiel des Ensembles den Charme der Sendung ausmachte. Friends entwickelte sich schon kurz nach dem Start im Herbst 1994 zum Publikumsliebling und machte die sechs Hauptdarsteller über Nacht zu Stars in ihrem Heimatland. Auch außerhalb der Vereinigten Staaten erfreut sich die über zehn Jahre erstreckende Serie bis heute großer Beliebtheit.
Auf der Leinwand konnte Cox zudem Erfolge mit der Horrorfilmreihe Scream feiern, in der sie beginnend mit Scream – Schrei! aus dem Jahr 1996 die Journalistin Gale Weathers verkörperte. Im Mai 2011 war sie in Scream 4 erneut neben ihrem damaligen Mann David Arquette und Neve Campbell zu sehen. Im Januar 2022 erschien mit Scream der fünfte Teil der Reihe, mit abermaliger Mitwirkung von Cox. Auch im sechsten Teil, der 2023 veröffentlicht wurde, spielte sie mit.
In der achten Staffel der Serie Scrubs – Die Anfänger übernahm Cox im Jahre 2008 für drei Episoden die Rolle der Chefärztin Dr. Taylor Maddox. Von 2009 bis 2015 verkörperte sie die Hauptrolle Jules Cobb in der Comedyserie Cougar Town. Bei der Serie fungierte sie auch als ausführende Produzentin. 2013 hatte Cox einen Gastauftritt in der Fernsehserie Go On neben ihrem langjährigen Friends-Kollegen Matthew Perry. Weitere Film- und Fernsehrollen folgten, seit 2022 spielt sie die Hauptrolle in der Serie Shining Vale.

## Privatleben
Während der Dreharbeiten zu Scream lernte sie 1996 den Schauspieler David Arquette kennen, den sie 1999 heiratete. Sie spielte mit ihrem Mann auch in zahlreichen anderen Produktionen zusammen, wie etwa in The Shrink is In und in Friends, wo David Arquette eine Gastrolle übernahm. Im Juni 2004 wurde Cox Mutter einer Tochter. Im Oktober 2010 gaben Arquette und Cox ihre Trennung bekannt. Im Juni 2012 reichte David Arquette im Einvernehmen die Scheidung ein, nach dreijähriger Trennungsphase wurde am 28. Mai 2013 die Scheidung ausgesprochen.
Seit 2014 ist sie mit dem Musiker Johnny McDaid liiert.
2010 unterstützte Cox gemeinsam mit Jennifer Aniston, Ben Stiller, Woody Harrelson und anderen Hollywood-Stars die Kampagne The Cove PSA: My Friend is … gegen die Aquarienhaltung von Delfinen.

## Filmografie (Auswahl)
- 1984: Musikvideo zu Dancing in the Dark
- 1985: Die Spezialisten unterwegs (Misfits of Science, Fernsehserie, 16 Folgen)
- 1986: Mord ist ihr Hobby (Murder, She Wrote, Fernsehserie, Folge 3x01 Ein neues Leben)
- 1986: Love Boat (The Love Boat, Fernsehserie, Folge 9x11 Daredevil/Picture Me a Spy/Sleeper)
- 1987: Masters of the Universe
- 1987–1989: Familienbande (Family Ties, Fernsehserie, 21 Folgen)
- 1988: Cocoon II – Die Rückkehr (Cocoon: The Return)
- 1988: I’ll Be Home for Christmas (Fernsehfilm)
- 1989: Die Champagner-Dynastie (Till We Meet Again, Fernsehminiserie)
- 1989: Roxanne: The Prize Pulitzer (Fernsehfilm)
- 1989: Till we meet Again (Fernsehfilm)
- 1990: Curiosity Kills (Fernsehfilm)
- 1990: Mr. Destiny
- 1991: Blue Heat - Hilf dir selbst oder stirb (Blue Desert)
- 1992: Battling for Baby (Fernsehfilm)
- 1992: Shaking the Tree
- 1993: The Opposite Sex and how to Live with them
- 1993: Seinfeld (Fernsehserie, Folge 5x17 The Wife)
- 1994: Ace Ventura – Ein tierischer Detektiv (Ace Ventura: Pet Detective)
- 1994–2004: Friends (Fernsehserie, 236 Folgen)
- 1996: Scream – Schrei! (Scream)
- 1997: Commandments
- 1997: Scream 2
- 1999: The Runner
- 2000: Scream 3
- 2001: Crime is King (3000 Miles to Graceland)
- 2001: Wahnsinn auf zwei Beinen (The Shrink is In)
- 2001: Get Well Soon
- 2004: November
- 2005: Spiel ohne Regeln (The Longest Yard)
- 2006: Der tierisch verrückte Bauernhof (The Barnyard)
- 2006: Zoom – Akademie für Superhelden (Zoom)
- 2006: President Evil (The Tripper)
- 2007–2008: Dirt (Fernsehserie, 20 Folgen)
- 2008: The Monday Before Thanksgiving (Kurzfilm)
- 2008: Alien Love Triangle
- 2008: Bedtime Stories
- 2008: Scrubs – Die Anfänger (Scrubs, 3 Folgen)
- 2009: Web Therapy (Webserie, 3 Folgen)
- 2009–2015: Cougar Town (Fernsehserie, 102 Folgen)
- 2011: Scream 4
- 2011: Private Practice (Fernsehserie, Folge 5x05 Step One)
- 2012: TalhotBlond (Fernsehfilm)
- 2013: Go On (Fernsehserie, Folge 1x20 Matchup Problems)
- 2014–2016: Drunk History (Fernsehserie, 2 Folgen)
- 2015: Barely Famous (Fernsehserie, Folge 1x03 Favorite Socks)
- 2016: Mothers and Daughters
- 2018: Shameless (Fernsehserie, Folge 9x06 Face It, You're Gorgeous)
- 2020: Modern Family (Fernsehserie, Folge 11x10 Verwirrendes Prescott)
- 2021: Friends: The Reunion
- 2022: Scream
- 2022–2023: Shining Vale (Fernsehserie, 15 Folgen)
- 2023: Scream VI